# Šarlota Kateřina de La Trémoille
Šarlota Kateřina de La Trémoille (1568 – 29. srpna 1629, Paříž) byla francouzská šlechtična a sňatkem kněžna z Condé.

## Život
Šarlota Kateřina se narodila jako nejmladší z dětí Ludvíka III. de La Trémoille a Jany z Montmorency, vévody a vévodkyně z Thouars, členů dvou nejstarších a nejmocnějších francouzských rodin. Rodina jejího otce, La Trémoïlles, držela u francouzského dvora postavení zahraničního knížete a její otec byl věrný rodu Valois. Její dědeček vévoda Anne de Montmorency byl zajat s králem Františkem v bitvě u Paviev únoru 1525.
Mezi sedmnáctým a osmnáctým rokem se Šarlota na zámku Taillebourg po konverzi z katolické na protestantskou víru 16. března 1586 provdala. Jejím manželem se stal o šestnáct let starší vdovec, kníže Jindřich I. Bourbon-Condé, syn knížete Ludvíka I. de Condé a Eléanor de Roye. Jindřich byl jedním z nejvýznamnějších mužů království, a to jak jako vojenský vůdce Hugenotů, tak také jako, po nástupu jeho bratrance na francouzský trůn jako Jindřicha IV., předpokládaný dědic a první princ královské krve. Pár se po svatbě usadil v Condého domě v Saint-Jean-d'Angély na jihozápadě Francie.
V rámci svého věna 20.000 écus d'or a roční příspěvek 4.000 livrů přinesla Šarlota do rodu Bourbonů řadu nemovitostí, které pomohly vyrovnat dluhy rodiny jejího manžela.
Rok a šest týdnů po svatbě Šarlota porodila dceru Eleonoru, která se v roce 1606 stala sňatkem s nejstarším synem Viléma I. Oranžského oranžskou kněžnou. Šarlotin manžel, který byl v září 1587 zraněn v bitvě u Coutras, se zotavoval v Saint-Jean-d'Angély, když 3. března 1588 náhle zemřel. Pitva prokázala, že mohl být otráven, a protože byla v té době asi tři měsíce těhotná, měla Šarlota potenciální motiv a byla zatčena za vraždu, stejně jako sluha Condého domácnosti jménem Brillant, který byl po mučení zabit. Ve věži zámku v Saint-Jean-d'Angély porodila 1. září 1588 syna, který dostal jméno Jindřich. Vyslýchaná a k smrti odsouzená Šarlota se proti rozsudku odvolala u Parlement de Paris, ale zůstala pod pečlivým dohledem uvězněna.
V roce 1592 se stále bezdětný král Jindřich IV. rozhodl uznat Šarlotina syna jako svého legitimního, předpokládaného dědice a jako kmotr dítěte zařídil, aby byl pokřtěn hugenotskými obřady, ale poté bezodkladně odveden do opatství Saint-Germain-en-Laye, aby byl navzdory kalvinismu rodu Condé vychován jako katolík. Mladý Jindřich zůstal po králově konverzi ke katolictví v roce 1593 předpokládaným dědicem trůnu až do roku 1601, kdy se králi narodil manželský syn, budoucí král Ludvík XIII.
Po šesti letech věznění byla Šarlota propuštěna a v srpnu 1595 parlamentem ospravedlněna. V roce 1596 se vzdala kalvinismu, stala se opět katoličkou a bylo jí umožněno usadit se v Paříži. U dvora její syn držel pozici prvního prince královské krve.
Šarlota Kateřina de La Trémoille zemřela 29. srpna 1629 ve věku 60 nebo 61 let v Paříži. Pohřbena byla v kostele opatství Sainte-Claire de l'Ave Maria nedaleko Hôtelu de Sens v Paříži.

## Potomci
Z dvouletého manželství s knížetem z Condé se jí narodily dvě děti, přičemž syn se narodil až po otcově smrti:
- 1. Eleanora (30. 4. 1587 Saint-Jean-d'Angély – 20. 1. 1619 Muret-et-Crouttes)[1]
⚭ 1606 Filip Vilém Oranžský (19. 12. 1554 Buren – 20. 2. 1618 Brusel), kníže oranžský[2]
- 2. Jindřich II. (1. 9. 1588 Saint-Jean-d'Angély – 26. 12. 1646 Paříž), kníže de Condé[3]
⚭ 1609 Šarlota Markéta de Montmorency (11. 5. 1594 Pézenas – 2. 12. 1650 Châtillon-sur-Loire)[4]

## Vývod z předků
|                                  |                                            |  |                        |                                                         |  |  |  |  |  |  |  | Louis II. de La Trémoille |
|                                  |                                            |  |                        |                                                         |  |  |  |  |  |  |  |                           |
|                                  | Carlo I de La Trémoille                    |  |                        |                                                         |  |  |  |  |  |  |  |                           |
|                                  |                                            |  |                        |                                                         |  |  |  |  |  |  |  |                           |
|                                  |                                            |  |                        |                                                         |  |  |  |  |  |  |  |                           |
|                                  |                                            |  |                        |                                                         |  |  |  |  |  |  |  |                           |
|                                  | François II de La Trémoille                |  |                        |                                                         |  |  |  |  |  |  |  |                           |
|                                  |                                            |  |                        |                                                         |  |  |  |  |  |  |  |                           |
|                                  |                                            |  |                        | Charles de Coëtivy, Comte de Taillebourg                |  |  |  |  |  |  |  |                           |
|                                  |                                            |  |                        |                                                         |  |  |  |  |  |  |  |                           |
|                                  | Louise de Coëtivy, Comtesse de Taillebourg |  |                        |                                                         |  |  |  |  |  |  |  |                           |
|                                  |                                            |  |                        |                                                         |  |  |  |  |  |  |  |                           |
|                                  |                                            |  |                        | Joana d'Orleans                                         |  |  |  |  |  |  |  |                           |
|                                  |                                            |  |                        |                                                         |  |  |  |  |  |  |  |                           |
|                                  | Louis III de La Trémoille                  |  |                        |                                                         |  |  |  |  |  |  |  |                           |
|                                  |                                            |  |                        |                                                         |  |  |  |  |  |  |  |                           |
|                                  |                                            |  |                        | Jean de Laval                                           |  |  |  |  |  |  |  |                           |
|                                  |                                            |  |                        |                                                         |  |  |  |  |  |  |  |                           |
|                                  | Vít XVI. de Laval                          |  |                        |                                                         |  |  |  |  |  |  |  |                           |
|                                  |                                            |  |                        |                                                         |  |  |  |  |  |  |  |                           |
|                                  |                                            |  |                        | Jeanne du Perrier, Comtesse de Quintin, Dame du Perrier |  |  |  |  |  |  |  |                           |
|                                  |                                            |  |                        |                                                         |  |  |  |  |  |  |  |                           |
|                                  | Anna de Laval                              |  |                        |                                                         |  |  |  |  |  |  |  |                           |
|                                  |                                            |  |                        |                                                         |  |  |  |  |  |  |  |                           |
|                                  |                                            |  |                        | Fridrich IV. Neapolský                                  |  |  |  |  |  |  |  |                           |
|                                  |                                            |  |                        |                                                         |  |  |  |  |  |  |  |                           |
|                                  | Šarlota Neapolská                          |  |                        |                                                         |  |  |  |  |  |  |  |                           |
|                                  |                                            |  |                        |                                                         |  |  |  |  |  |  |  |                           |
|                                  |                                            |  |                        | Anna Savojská                                           |  |  |  |  |  |  |  |                           |
|                                  |                                            |  |                        |                                                         |  |  |  |  |  |  |  |                           |
| Šarlota Kateřina de La Trémoille |                                            |  |                        |                                                         |  |  |  |  |  |  |  |                           |
|                                  |                                            |  |                        |                                                         |  |  |  |  |  |  |  |                           |
|                                  |                                            |  | Jean II de Montmorency |                                                         |  |  |  |  |  |  |  |                           |
|                                  |                                            |  |                        |                                                         |  |  |  |  |  |  |  |                           |
|                                  | Guillaume de Montmorency                   |  |                        |                                                         |  |  |  |  |  |  |  |                           |
|                                  |                                            |  |                        |                                                         |  |  |  |  |  |  |  |                           |
|                                  |                                            |  |                        | Marguerite d'Orgemont                                   |  |  |  |  |  |  |  |                           |
|                                  |                                            |  |                        |                                                         |  |  |  |  |  |  |  |                           |
|                                  | Anne I. z Montmorency                      |  |                        |                                                         |  |  |  |  |  |  |  |                           |
|                                  |                                            |  |                        |                                                         |  |  |  |  |  |  |  |                           |
|                                  |                                            |  |                        | Guy Pot                                                 |  |  |  |  |  |  |  |                           |
|                                  |                                            |  |                        |                                                         |  |  |  |  |  |  |  |                           |
|                                  | Anne Pot                                   |  |                        |                                                         |  |  |  |  |  |  |  |                           |
|                                  |                                            |  |                        |                                                         |  |  |  |  |  |  |  |                           |
|                                  |                                            |  |                        | Marie de Villiers de l'Isle-Adam                        |  |  |  |  |  |  |  |                           |
|                                  |                                            |  |                        |                                                         |  |  |  |  |  |  |  |                           |
|                                  | Jeanne de Montmorency                      |  |                        |                                                         |  |  |  |  |  |  |  |                           |
|                                  |                                            |  |                        |                                                         |  |  |  |  |  |  |  |                           |
|                                  |                                            |  |                        | Filip II. Savojský                                      |  |  |  |  |  |  |  |                           |
|                                  |                                            |  |                        |                                                         |  |  |  |  |  |  |  |                           |
|                                  | René Savojský                              |  |                        |                                                         |  |  |  |  |  |  |  |                           |
|                                  |                                            |  |                        |                                                         |  |  |  |  |  |  |  |                           |
|                                  |                                            |  |                        | Libera Portoneri                                        |  |  |  |  |  |  |  |                           |
|                                  |                                            |  |                        |                                                         |  |  |  |  |  |  |  |                           |
|                                  | Magdalena Savojská                         |  |                        |                                                         |  |  |  |  |  |  |  |                           |
|                                  |                                            |  |                        |                                                         |  |  |  |  |  |  |  |                           |
|                                  |                                            |  |                        | Gianantonio Lascaris,                                   |  |  |  |  |  |  |  |                           |
|                                  |                                            |  |                        |                                                         |  |  |  |  |  |  |  |                           |
|                                  | Anne Lascaris                              |  |                        |                                                         |  |  |  |  |  |  |  |                           |
|                                  |                                            |  |                        |                                                         |  |  |  |  |  |  |  |                           |
|                                  |                                            |  |                        | Isabelle d'Anglure                                      |  |  |  |  |  |  |  |                           |
|                                  |                                            |  |                        |                                                         |  |  |  |  |  |  |  |                           |